# Patrick et Taeko Crommelynck
Pour les articles homonymes, voir Crommelynck.
Patrick et Taeko Crommelynck sont deux pianistes classiques. Ensemble, ils forment le Duo Crommelynck.
Patrick Crommelynck, né en 1945 à Bruxelles, avait eu comme professeurs Stefan Askenase à Bruxelles et Victor Merjanov à Moscou.
Taeko Crommelynck, née Kuwata en 1947 à Hiroshima, avait étudié avec Kazuko Yasukawa à Tokyo puis Bruno Seidlhofer à Vienne. C'est à l'Académie de musique et d'arts du spectacle de Vienne, dans la classe de Dieter Weber (de), qu'ils se rencontrèrent.
Mariés en 1974, ils se spécialisèrent dans la musique pour piano à quatre mains, jouant dans beaucoup de concerts à travers le monde et enregistrant de nombreux disques, couronnés de prestigieuses récompenses, notamment les intégrales des œuvres pour quatre mains de Dvořák et Schubert.
Ils se sont donné la mort, sans laisser d'explication, le 10 juillet 1994 à leur domicile d'Auderghem, commune de Bruxelles.

## Discographie
Après avoir enregistré au début des années 1980 quelques disques vinyle de Schubert et Brahms pour le label belge Pavane, le duo enregistre pour le label suisse Claves.
- 1981 : Brahms, Œuvres pour piano à quatre mains, vol. 1 : Danses hongroises, 16 Valses op. 39 (1980/1981, 3LP Pavane Records ADW 7085-87 / Claves Records) (OCLC 12917621 et 906203184)
- 1981 : Brahms, Œuvres pour piano à quatre mains, vol. 2 : Liebeslieder Waltzes op. 52a, Souvenirs de la Russie op. 151, Nouveaux Liebeslieder Waltzes op. 65a, Variations sur un thème de Robert Schumann op. 23 (1980/1981, 3LP Pavane Records ADW 7085-87 / CD Claves Records CD50-8711) (OCLC 12917621 et 841369458)
- 1982 : Brahms, Symphonie nos 1 & 4, version originale de Brahms, pour piano à quatre mains (Tokyo, mai 1985 et Veenendal, novembre 1982, LP Pavane Records [4e] / Claves Records CD50-9012) (OCLC 11357097 et 496241589)
- 1986 : Mozart: Sonates K. 497 & K. 521 - Andante avec variations, K. 501 pour piano à quatre mains (Claves Records CD50-8609)
- 1987 : Debussy, Œuvres pour piano à quatre mains : La Mer, Marche écossaise, Petite suite, Six épigraphes antiques (juillet 1985, Claves Records CD50-8508) (OCLC 33806764)
- 1988 : Schubert, Œuvres pour piano à quatre mains, vol. 1 : Quatre polonaises D.599, Divertissement à la Hongroise D.818, Trois marches héroïques D.602, Deutscher avec Trios et Ländler D.618 (1980-82, Claves Records CD50-8802) (OCLC 22175254)
- 1988 : Tchaïkovski: Œuvres pour piano à quatre mains : Symphonie no 6 « Pathétique », 50 Russian Folksongs, (Claves Records) (OCLC 638213021)
- 1989 : Schubert, Œuvres pour piano à quatre mains, vol. 2, Variations D.813, Sonate D.812 « Grande Sonate », Rondo D.608, (Claves Records CD508901)[3] (OCLC 605657288)
- 1989 : J. Strauss II, Valses viennoises pour piano à quatre mains (mai 1989, Claves Records CD50-8915)[4] (OCLC 906203198)
- 1990 : Mozart, Concertos pour deux pianos et orchestre, K. 365 & 242 - Fugue pour deux pianos, K. 426 - Adagio et fugue pour cordes, K. 546 - Orchestre de chambre de Padoue et de la Vénétie, dir. Bruno Giuranna (1-4 juillet 1990, Claves Records CD50-9022)[5](OCLC 907929857)
- 1991 : Dvořák: Œuvres pour piano à quatre mains, vol. 1 : Légendes op. 59, Dans la forêt de Bohême op. 68, Polonaise en mi-bémol majeur (3-5 janvier 1991, Claves Records CD50-9106)[6] (OCLC 222157204)
- 1991 : Dvořák, Œuvres pour piano à quatre mains, vol. 2 : Danses slaves op. 46 & 72, (Claves Records CD50-9107)
- 1991 : Mozart, Fragments et œuvres inachevées pour piano, deux piano et piano à quatre mains (1984/1988, Claves Records CD50-9109)[7] (OCLC 25794009), (BNF 38193837)
- 1992 : Pièces françaises pour piano à quatre mains : Ravel, Bizet Fauré, Messager, Auric, Poulenc, Milhaud (29-31 mars 1992, Claves Records CD50-9214)[8] (OCLC 66133140)
- 1993 : Dvořák, Symphonie no 9 « du Nouveau Monde » ; Smetana, Vltava, pièces pour piano à quatre mains (21-23 décembre 1992, Claves Records CD50-9316) (OCLC 658610202)
- 1994 : Schubert, Œuvres pour piano à quatre mains, vol. 3 : Rondo D.951, Allegro D.947, Fantaisie D.940, Grande Marche Funèbre D.859, Variations D.624 (6-9 février 1994, Claves Records CD50-9413)[9] (OCLC 659132841)
- 2003 : Mozart, Weihnachten in alten und modernen Gedichten & Geschichten - Duo Crommelynck et Dietrich Fischer-Dieskau (Claves Records CD50-2304) (OCLC 913868582)